# Возняк, Станислав Францишек
Станислав Францишек Возняк (р. 4 ноября 1946 года, Прущ, Свецкий повят, Быдгощское воеводство, Польская Республика) — бригадный генерал в отставке ВС Республики Польша, доктор военных наук, дипломат, военный атташе. В 1995—1997 годах командующий ЮНИФИЛ.

## Биография
В 1964—1967 годах учился в Офицерской школе ракетных войск и артиллерии им. генерала Юзефа Бема в Торуне.
После окончания учёбы и присвоения звания подпоручика, служил в гарнизоне города Колобжег, в 32. Будзишинском механизированном полку, а затем в 4. артиллерийском полку.
В 1971—1974 годах слушатель Академии генерального штаба им. генерала брони Кароля Сверчевского в Рембертуве (Варшава). После окончания учёбы и получения статуса дипломированного офицера, направлен для продолжения службы во II У. Генерального штаба Войска Польского (военная разведка).
В 1980—1984 годах заместитель военного, авиационного и военно-морского атташе при посольстве Польской Народной Республики в Лондоне, а в 1987—1990 годах военный, авиационный и военно-морской атташе при посольстве ПНР/Польской Республики в Вашингтоне.
После возвращения на родину, назначен начальником бюро изучения и анализа Военно-информационной службы, а затем, в течение трёх лет, был директором департамента зарубежных военных дел при Министерстве национальной обороны. Был основным автором польского презентационного доклада программы «Партнёрство ради мира».
11 ноября 1993 года президент Польши Лех Валенса вручил ему звание бригадного генерала.
С 1 апреля 1995 года до 30 сентября 1997 года командующий Временным контингентом сил ООН в Ливане (ЮНИФИЛ), в звании генерал-майора и должности заместителя Генерального секретаря ООН. Командовал пятитысячным контингентом, в состав которого входили воинские части из 12 стран. Был вторым польским генералом в 50-летней истории сил по поддержанию мира ООН.
В 2000—2004 годах военный атташе при посольстве Польской Республики в Москве и дуайен военно-дипломатического корпуса.
Защитил научную степень доктора военных наук в Варшавском Университете. В качестве дипломата приглашался читать лекции в Академии военно-воздушных сил и Академии сухопутных войск США.
В 2004—2006 годах директор департамента Верховного Главнокомандующего вооружённых сил президента Польши при Бюро национальной безопасности.
4 ноября 2006 года, после 42 лет службы и в связи с достижением максимально допустимого возраста, вышел в отставку.
С 3 марта 2007 года председатель президиума товарищества ветеранов миссий по охране мира ООН.
Женат. Жена Ева-Мария. Двое детей. Дочь Моника выпускница Варшавского Университета, сын Пётр, выпускник Высшей коммерческой школы.

## Награды
- Командор Ордена Возрождения Польши (2005)[1]
- Офицер Ордена Возрождения Польши (1995)[2]
- Кавалер Ордена Возрождения Польши
- Золотой Крест Заслуги
- Орден Заслуг 1 класса (Ливан)
- Командор Национального ордена Кедра (Ливан)
- Офицер Ордена «Легион почёта» (США)
- Медаль «На страже мира» (ООН)
- Золотая медаль Базилики гроба Господнего (Латинский патриархат Иерусалима)
- Золотая медаль паломника
- Орден святого благоверного князя Даниила Московского (Русская православная церковь)